# Peder Holm (teolog)
 For alternative betydninger, se Peder Holm. (Se også artikler, som begynder med Peder Holm)
Peder Holm (født 6. juni 1706, død 4. juni 1777) var en dansk teolog, tre gange rektor ved Københavns Universitet.

## Barndom og studietid
Peder Holm blev født i Norge, men begge hans forældre var af dansk herkomst og tilhørte gamle danske præsteslægter. Faderen, Jacob Holm (død 1738), var auktionsdirektør og boede på gården Moum ved Frederiksstad. Her blev Peder født; hans moder hed Ida Sophie, født Ølgod (død 1716). Han sattes i skole i Frederiksstad, hvorhen forældrene var flyttede, da krigen med Sverige udbrød; men han blev privat dimitteret 1724; og da han rejste til universitetet i København, forlod han Norge for bestandig. Efter at have taget attestats 1726 blev han det følgende år alumnus på Valkendorfs Kollegium og boede her i 5 år. Han blev efter Hans Grams og Andreas Hojers anbefaling lærer for den unge Henrik Hielmstierne og blev i hele sit senere liv nøje knyttet til denne sin elev og hans familie.

## Akademisk karriere
1732 fik han magistergraden og begyndte at holde teologiske og filosofiske forelæsninger. Rektoratet i Århus blev ham tilbudt; men efter sine velyndere Grams og Hojers råd foretrak han at blive i København for at søge at bane sig vej til fast ansættelse som universitetslærer. 1735 blev han provst på Kommunitetet og omtrent samtidig biskop Christen Worms vikar ved de offentlige forelæsninger, 1738 professor extraordinarius i teologi og filosofi og endelig 1746 ordinær professor i teologi og medlem af Konsistorium, i hvilket embede han virkede til sin død, 4. juni 1777.
Ved Jubelfesten 1749 for det oldenborgske kongehus fik han den teologiske doktorgrad. Han levede ugift.

## Skriftlige arbejder
Holm har næsten intet udgivet. Når nogle akademiske disputatser, hans fortale til Jørgen Hees store Prædikensamling over Jesu Lidelseshistorie (1758) og hans deltagelse i Bibel oversættelsen under Christian 6. er nævnte, er dermed hans forfattervirksomhed udtømt; men dog har han sat sig et varigt navn ved sin virksomhed som universitetslærer i over en menneskealder. Han var en ivrig tilhænger af den gamle, lutherske orthodoksi og var selv overbevist om, at det dogmatiske kollegium, han meddelte, var den ufejlbare vej til salighed. Han hadede og ivrede imod al nyhedssyge og sporede kætteri, hvor andre vanskelig ville kunne opdage sligt.

## Underviser
Hans foredrag var uendelig tørt og kedsommeligt, hans stemme frastødende, og vanskeligt var det for ham at have tilhørere, når ikke hensynet til eksamen og håbet om stipendium gjorde sig gældende hos disse. "Man skulde høre mans Kollegier, saa kunde man nok selv hjælpe dem til Stipendier», skal han oftere have ladet sig forlyde med lige over for de studerende. Men i øvrigt er der ikke få blandt hans disciple, som med påskønnelse har erkendt den godhed og redebonne hjælpsomhed, der blev dem til del fra denne grundhæderlige, men snæversynede lærde.

## Administrativt arbejde
Langt større betydning end hans virksomhed fra den teologiske lærestol har Holms deltagelse i universitetets økonomiske anliggender som medlem af konsistorium og af kommunitetsdirektionen. Her arbejdede han med den utrætteligste flid og med den største interesse og indlagde sig virkelige fortjenester; men på disse felter skaffede han sig også selv ved sin stridighed og egensindighed, der sørgelig tiltog med alderen, en uendelig række bryderier og kvaler. Hans indlæg og vota svulmede op til lange afhandlinger; i Kallske Samling, Fol., nr. 148 findes opbevaret en tyk bunke af hans koncepter.
Han er bleven kaldet "Universitetets Aristides" for den strenge og urokkelige retfærdighed, hvormed han hævdede de ham betroede stiftelsers tarv; og ville nogen prøve på at indføre reformer eller røre det allermindste ved bestemmelserne i en eller anden fundats, så tordnede han mod en sådan formastelig adfærd og truede med Guds vrede på Dommedag; dette fik bl.a. hans kolleger Hector Frederik Janson og Nicolai Edinger Balle at føle, da der i 1775 af Ove Høegh-Guldberg var nedsat en kommission, hvori også han selv havde sæde, til indførelse af en ny studieindretning ved kommunitetet og Regensen.
Guldberg var i det hele taget hans bitreste modstander; og Balle, som i sine yngre år havde været i kridthuset hos Holm, havde senere som professor pådraget sig hans stærke fjendskab. Det har været et almindeligt sagn, at Holm, der i 1774 var den eneste doktor i det teologiske fakultet, skulle have nægtet at kreere Balle ved hans doktorpromotion i anledning af Arveprins Frederiks formæling, fordi Holm skulle have mistanke til hans orthodoksi og derfor skulle have ytret, at han "ej vilde lægge Haand paa den Kjætter"; men anledningen til Holms modstand ved denne lejlighed var, at Balle havde injurieret ham og ikke ville give ham oprejsning og "derfor levede i vitterlig Synd".
Holm stod i kampen for det gamles bevarelse aldeles isoleret; og næppe havde døden lukket hans øjne, før en række af de forandringer, han havde modarbejdet, blev gennemført.